# Wywód (błogosławieństwo)

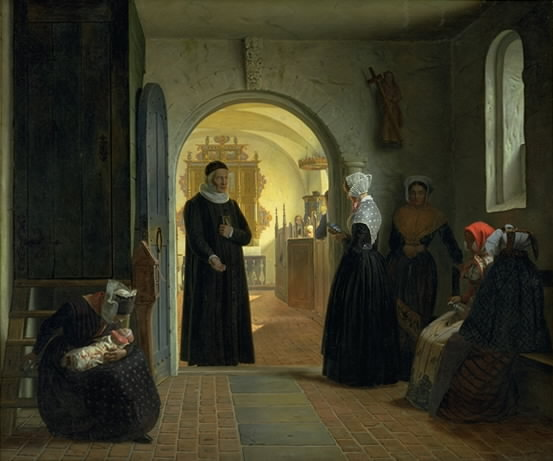
Obraz En kones højtidelige kirkegang efter barselfærd autorstwa Christena Dalsgaarda z 1860 roku przedstawiający wywód

Wywód – błogosławieństwo udzielane położnicy po urodzeniu dziecka (łac.) benedictio mulieris post partum.
Źródeł zwyczaju wywodu upatruje się w obyczaju rytualnego oczyszczania z „nieczystości” opisywanym w Starym Testamencie (Kpł 12,1-8; 15,19-30), jednak modlitwy w Kościele katolickim miały odmienny od pierwowzoru charakter, wyrażały bowiem prośby o łaskę i błogosławieństwo Boże dla noworodka i matki. Staropolski zwyczaj przebiegał w ten sposób, że matka wchodziła bocznymi drzwiami do zakrystii, gdzie ksiądz odprawiał błogosławieństwo, po czym z zapaloną świecą szła do ołtarza.
Po Soborze Watykańskim II wywód zastąpiły elementy obrzędu chrztu dziecka.